# Колосовский, Виктор Евстафьевич
Виктор Евстафьевич Колосовский (Виктор Колосовский-Пушкин, Виктор Пушкин; 17 [29] апреля 1899 — после 1943) — русский поэт, живший в Болгарии, имевший устойчивую репутацию графомана, худшего поэта русской эмиграции и «абсолютного гения „с другой стороны“» (В. Ф. Ходасевич). Называл себя перевоплощением А. С. Пушкина.

## Биография
Составители собрания сочинений Колосовских, вышедшего в 2021 г., Т. Селиванов и А. Слащёва собрали документальные сведения о семье Колосовского и его жизни в эмиграции. Родители Колосовского Евстафий Константинович (1861 — до 1938) и Дарья Даниловна, урождённая Кейс (1861—1938) были украинскими крестьянами из Новогригоровки Харьковской губернии и занимались выращиванием сахарной свёклы. Его брат Василий — участник Первой мировой войны, затем Гражданской войны на стороне белых, попал в плен красным и состоял под особым наблюдением Артёмовского ГПУ. 26 октября 1920 г. Виктор получил военный паспорт от штаба 1-й армии, а в ноябре 1920 года родители и два брата, Виктор и Пётр, бежали (очевидно, из врангелевского Крыма) в Константинополь. В 1921—1923 годах семья жила в Беховице под Прагой, Виктор, работавший там «в экономии при сахарном заводе», переехал в Болгарию (в 1922 году там вышел его дебютный сборник), где затем к нему присоединилась и остальная семья. В 1926—1930 годах Евстафий Колосовский издавал в Софии философско-нравоучительные книги о праведной христианской жизни и мировых событиях, написанные во многом столь же бессвязно, что и сочинения сына. Три из них вышли в переводе на болгарский язык.
Колосовские много раз меняли место жительства в Болгарии: в 1926 году они жили в Лясковце, в 1927 году — в Софии, в конце того же года — в Плевене, где Виктор работал на содо-лимонадной фабрике, в 1928 году — в Русе, в 1928—1932 — снова в Плевене, в 1934 году Виктор посылает свою книгу внуку А. С. Пушкина в Бельгию из Айтоса. Мать Колосовского умерла в инвалидном доме РОКК при Шипкинском монастыре в 1938 г., отца к этому времени уже не было в живых. Последнее известие о Викторе Колосовском относится к 1943 году, когда ему во время войны в Софии было выдано пособие Болгарской православной церкви.
Исследователь М. Д. Филин считает, что Колосовский был «человек — приходится подчеркнуть это — психически вполне нормальный, однако, что называется, „с чудинкой“». И Виктор, и его отец стремились к признанию и верили в свою особую миссию; декларированию этой миссии (в контексте разного рода эсхатологических картин) посвящена значительная часть их текстов. Они пытались установить контакты с крупными деятелями русской эмиграции (П. Б. Струве, митрополитом Евлогием). Колосовский-сын посылал свои стихотворные сборники в библиотеки и журналы. В Российской государственной библиотеке хранится переплетенный вместе экземпляр «Истории мира в стихах» и «Моей лирики об А. С. Пушкине» с авторской правкой, экземпляр «Истории мира» хранится в научной библиотеке РГАЛИ. Виктор Колосовский распространял листовки-воззвание «ко всему русскому народу» с призывом к социальной реформе, предлагал Лиге Наций преобразовать календарь, а также стремился на собранные читателями деньги приехать в Париж и возглавить «всемирный съезд русского народа».

## Творчество
XXII

Он был великий дворянин

И прославился на весь свет,

Как Пожарский и Минин,

Также и истинный поэт.

Конечно он известный вам,

Это был Пушкин сам!

XXIII

Он переписку вёл с царями,

Вёл с вельможами, с псарями,

И равно на всех глядел,

И также песни им всем пел.

Ему, конечно, всё равно,

Кто бы ни был он такой,

Пусть с портфельем, иль с сумой —

Лишь бы честный человек.

Он даже жаловал калек.

А, может, Богом суждено,

Чтобы он суму носил,

И ходил по миру, и просил.

И согласитеся вы в том,

Что он правый был во всём!
Колосовскому принадлежат несколько книг-брошюр (объёмом от 16 до 48 страниц), возможно, не все существовавшие издания сохранились. Дебютный сборник стихов «Светлые минуты» (1922) представляет собой попытку имитации сюжетов, форм и клише русской классической лирики, деформированных с точки зрения и стихосложения, и семантики, с немотивированными обрывами, переходами и т. д. Дальнейшие его тексты представляют собой философские монологи-проповеди от лица поэта-пророка, воспроизводящие некоторые черты оформления текста «Евгения Онегина» (пронумерованные строфы, пропуски, обозначенные многоточиями, авторские примечания в конце текста). Таковы первая глава «Истории мира в стихах» (1927, апокрифическая версия библейских событий), «Моя лирика о Пушкине. Первая часть второго тома. Посвященно Ивану Бунину» (1928), «Русский эмигрант (Илья Потнев)» (1929), «Предупреждение о мировой катастрофе» (1934) и «Наука и современный человек» (1936). Они варьируют одни и те же идеи: неблагополучие человечества (в частности — невозможность русских эмигрантов вернуться на родину) «на этом шарике земном, под голубыми небесами» (обе эти строчки часто повторяются в разных сочетаниях) и пути избавления от него — обращение к вере в Бога и внимание к творчеству автора. О формальных героях «Моей лирики о Пушкине» и «Ильи Потнева» (судя по тексту — реальный русский эмигрант из Русе, знакомый Колосовского) автор говорит при этом немного.
Для стихотворений Колосовского характерно несоблюдение правил стихосложения (в «Светлых минутах» он пытается воспроизводить различные формы классической поэзии, в дальнейших «творениях» он стремится писать четырёхстопным ямбом, но не выдерживает его), примитивная и приблизительная рифма, алогизм текста, «детская» наивность формулировок, синтаксические сбои, ошибки в русском языке (обычно украинизмы: «он правый был», «стража есть в Адама», «в степу», лексические заимствования), частые нарушения норм орфографии и пунктуации. В сочетании с грандиозными эпическими и философскими заданиями, которые ставил перед собой Колосовский (знаменитое и неоднократно цитировавшееся «Я долго думать-то не стану // И историю мира напишу»), и его претензиями на то, что он является новым воплощением Пушкина, эти особенности вызывали комический эффект. Поздние книги «Предупреждение о мировой катастрофе» и «Наука и современный человек», помимо стихов, содержит также отрывки из философской прозы, столь же бессвязной («Есть один великий свет, неограниченное пространство, освещенное солнцем, которое пространство окружает эту землю, на которой мы живем теперь. Вот, эти люди, которые живут теперь на этой земле, они ещё не достигли науки той, которая существует в этом пространстве, то есть окружающем эту землю. Конечно, что в этом пространстве существует много планет, на которых живут люди, о чём известно каждому просвещенному человеку в этом мире…»).

## Перевоплощение Пушкина
По забыл за жизнь здесь нашу,

Что я живу в чужой стране,

И начал звать мою Наташу

А здесь смеятся стали мне:

„Да что вы оболдели чтоли,

Не знаете ли где Наташа,

Или у вас нет силы воли?

Г-м! как жизнь уходит наша,

Что и заметить я не мог

Что я живу в другой плоти

В которую послал сам Бог...
Уже самая первая книга Колосовского открывается слегка переделанным стихотворением Пушкина «Приметы», обозначенным как подражание, пушкинские цитаты есть и в других текстах этого сборника; в одном из них он придаёт особое значение тому, что родился в год 100-летнего юбилея Пушкина (1899). «История мира» была снабжена саркастическим предисловием, подписанным «Жевакин», где утверждалось: «Виктор Колосовский заявил, что в него вселился дух Пушкина. Достаточно прочесть хотя бы строчку из творений В. Колосовского, чтобы оценить исключительную правдивость его заявления… Случай этот вовсе не невозможен и, например, величайший русский реалист Н. В. Гоголь описал чиновника, в которого вселился дух испанского короля». Степень самоотождествления автора с Пушкиным со временем менялась: так, «История мира» написана от лица Пушкина, имя которого вынесено и на обложку через дефис с настоящей фамилией автора («Да вы же помните меня, / Мои милые друзья. / Я откровенный человек: / Я здесь живу уж второй век»; «Татьяна, имя, которое часто упоминается в моем сочинении „Евгений Онегин“»), в «Моей лирике» и «Илье Потневе» автор обозначен снова «Колосовский», а Пушкин фигурирует уже в третьем лице, но в последних двух книгах автор, наоборот, отказался от фамилии «Колосовский», подписавшись просто «Виктор Пушкин». Книжка «Предупреждение о мировой катастрофе», кроме того, сопровождалась иллюстрациями, характерными для изданий классиков: видами мест в Чехословакии и Болгарии, где «В. Е. Пушкин» жил в разные периоды жизни, а также портретом жены А. С. Пушкина Натальи Николаевны. Последняя брошюра, «Наука и современный человек», была проиллюстрирована фотографией «Виктора Пушкина» в цилиндре.

## Восприятие современников и исследователей
Творчество Колосовского, особенно «История мира», вызвало в 1929 г. комически-скандальную реакцию русской общины в Болгарии (так, он несколько раз упоминается в эфемерной сатирической газете «Вопль!!», выходившей в этом году в Софии).
Особый интерес к Колосовскому проявлял Владислав Ходасевич, не раз возвращавшийся к его сочинениям в своих критических статьях. Так, в очерке «О горгуловщине» (1932) в связи с идейным кризисом русской эмиграции, воплощением которого был литератор и фашистский идеолог Павел Горгулов, убивший президента Франции, Ходасевич рассказывает о своей коллекции поэтических «бредов и ужасов», изданных за рубежом:

Другой бредовой автор к политике почти безразличен; его занимают темы более отвлеченные, философические; начитавшись, должно быть, каких-нибудь теософских брошюр, вообразил он себя новым воплощением Пушкина (ну, разумеется, Пушкина!), с помощью простого тире присоединил его фамилию к своей — и готово: чувствует себя гением; пишучи о Татьяне пушкинской, он в примечании поясняет: «Действующее лицо в моем романе „Евгений Онегин“»; никакого понятия о поэтической грамоте он не имеет, — очевидно, утратил его по дороге между первым и вторым воплощением.
В статье «Ниже нуля» (1936) Ходасевич обращается к творчеству Колосовского (обширно цитируя «Историю мира»), обсуждая проблему отрицательной литературной величины:

На Колосовском, абсолютном гении «с другой стороны», я и закончу мой обзор, по необходимости краткий… Колосовский, конечно, не превзойден никем, но книг, в той или иной степени приближающихся к «Истории мира», выходит очень много.
Упоминания Колосовского есть и у других писателей-эмигрантов, причём так или иначе связанные с Ходасевичем. Например, переехавший в СССР после войны Л. Д. Любимов писал («На чужбине»):

Но, не в силах создать настоящей, полнокровной литературы, эмигрантщина породила целую армию графоманов, Был среди них один (Виктор Колосовский), на трудовые гроши издававший в Болгарии, голодая и истощаясь, свои рифмованные произведения, которые из года в год посылал в редакции всех эмигрантских журналов и газет. Запомнились такие строки:
…Я писать стихи умею,

И очень я уверен в том:

Вскорах мой выйдет том.
И никто им не занялся, никто не образумил его, не уговорил бросить это дело, а Ходасевич, тот даже приходил в восторг: «Пусть пишет, так не придумаешь… Ведь это же своего рода совершенство! Почти как у капитана Лебядкина из „Бесов“».

Путая подробности, рассказывает об этом сюжете и Юрий Терапиано: «Стихи эти принадлежали одному Белградскому поэту, который напечатал целую поэму на Евангельские темы и прислал её для отзыва Ходасевичу. В предисловии автор объявлял себя перевоплощением Пушкина и на этом основании требовал особенного внимания к своему творчеству…»; при этом «Белградскому поэту» приписываются строки, популярные среди московских писателей уже в конце 1900-х.
Отрывки из «Моей лирики об А. С. Пушкине» включены в сборник «Венок Пушкину. Из поэзии первой эмиграции». М., «Эллис Лак», 1994; составитель его М. Д. Филин отмечает, что имя Колосовского стало в эмиграции символом графомании, а «характер творчества автора исключает возможность комментирования». Писал Филин о Колосовском и в несколько раз перепечатывавшейся статье «Пушкин как русская идеология в изгнании», где сравнивает его с Д. И. Хвостовым, утверждая, что графоманство Колосовского, «жившего во времена отнюдь не лирические, нитями причудливыми и глубоко запрятанными было связано собственно с Пушкиным. И мнится, что даже такое влияние поэта на потомков не таит в себе ничего предосудительного».
М. В. Безродный отмечает, что «вирши» Колосовского «наиболее рельефно» отражают некоторые характерные особенности «большой» литературы, например, построение текста о Пушкине в виде загадки.
В 2021 году вышло откомментированное полное собрание разысканных сочинений Виктора Колосовского и его отца Евстафия, составленное Тимуром Селивановым и Анной Слащёвой. Составители характеризуют творчество Колосовских так: «Мы не считаем верным называть творения Колосовских „графоманией“, поскольку этот термин носит однозначно-негативное значение. К опыту „графоманской“, „наивной“ — „низкой“ литературы десятилетиями (если не столетиями) прибегает литература „высокая“, а упрощенный, ошибочный с точки зрения орфографических, пунктуационных, лексических норм язык широко используется в ней же как прием. Таким образом, поскольку границы „высокого“ и „низкого“ в современном литературном процессе размыты, творения отца и сына можно читать и с помощью „обратной“ оптики — как поэтико-прозаический эксперимент. Колосовские выделяются из ряда маргинальных авторов своеобразием авторского языка, в котором литературное бессилие сочетается с новаторством, и упорством в предъявлении себя миру».

## Издания
- Колосовский В. Е. Стихи. Светлые минуты. — София: «Обзор», 1922. — 48 с.
- Колосовский В. — Пушкин А. С. История мира в стихах. Том I. — София: «Земеделско знаме», 1927. — 16 с.
- Колосовский В. Моя лирика о Пушкине. Первая часть II тома. — Русе: «Учитель», 1928. — 18 с.
- Колосовский В. Русский эмигрант (Илья Потнев) в стихах. — София: «Согласие», 1929. — 16 с.
- Пушкин В. Предупреждение о мировой катастрофе. — Плевен: «Зора», 1934. — 32 с.
- Пушкин В. Наука и современный человек. — София: «Рахвира», 1936. — 28 с.
- Колосовский В. Е., Колосовский Е. К. Предупреждение о мировой катастрофе. — М.-СПб.: Вздорные книги, 2021. — 328 с.